# Huatian Chinagora
Le Huatian Chinagora est un hôtel d'Alfortville décoré dans le style chinois.

## Géographie
Situé au confluent de la Seine et de la Marne, il est visible depuis le RER D, la ligne 8 du métro de Paris, la ligne TGV Paris - Lyon et l'autoroute A4. Il est accessible par la rue Charles-de-Gaulle.

## Histoire
Anciennement Chinagora, le complexe a été construit en 1992 sur les plans de l'architecte chinois Liang Kunhao en s'inspirant de la Cité interdite de Pékin.
Il a été repris en 2012 par le groupe hôtelier de luxe Huatian, société de droit privé à capital public détenu par la province chinoise du Hunan, qui l’a complètement rénové. Huatian Chinagora comprend actuellement cinq bâtiments, répartis sur 12 400 m2 avec 44 000 m2 habitables et un jardin central de 2 500 m2.

## Description

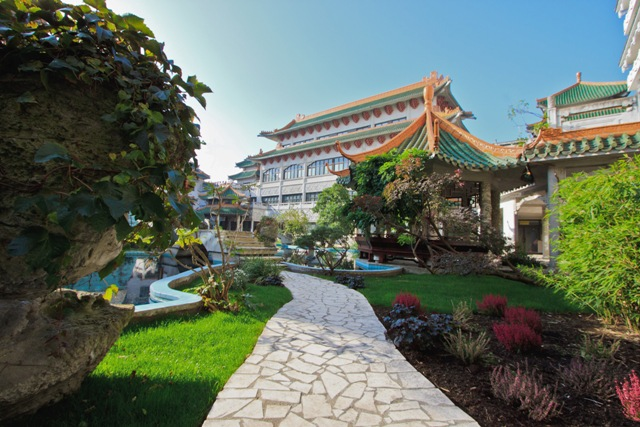
Jardin intérieur du Huatian Chinagora Hôtel.

Il est entièrement rénové en 2016 par le groupe Huatian, opérateur touristique chinois, pour un budget de 22 millions d'euros. L’hôtel de 9 étages compte 187 chambres, un restaurant chinois, une grande salle de réception, des salons privés, ainsi qu’un jardin de style chinois.
Le complexe abrite un jardin chinois situé à l’intérieur du bâtiment hôtelier.

## Dans la culture

### Littérature
Dans le roman Je m'en vais de Jean Echenoz : « Juste en amont du confluent avec la Marne, un vaste complexe commercial et hôtelier chinois dresse son architecture mandchoue au bord du fleuve et de la faillite. ».
Dans le roman La trajectoire de l'aigle, l'hôtel est décrit par Nolwenn le Blevennec comme un « bâtiment-pagode mégalomaniaque (…) guetté par la faillite, [et qui] fut un temps une attraction pour le sud de Paris et le 94 ».

### Musique
Le clip de Ceci n'est pas un clip #5 - Sharingan de Maître Gims en featuring avec The Shin Sekaï, L'Insolent (du groupe L'Institut (groupe) (en)) et Orelsan est intégralement tourné dans le jardin intérieur de l'hôtel,.

### Cinéma
Il figure dans le 10e épisode de la saison 2 de la série américaine Emily in Paris.